# Alexandru Aldea
Alexandru I. Aldea (* um 1397; † 1436) war Fürst der Walachei von 1431 bis 1436.
Alexandru trug auch den Titel Fürst von Moldawien. Im Ringen um den walachischen Thron wurde er 1436 von Vlad II. Dracul abgelöst, als er zuvor verstarb.. Alexandrus Vater Mircea cel Bătrân war ebenfalls der Vater von Alexandrus Halbbruder Vlad II, dessen Mutter Mara Tomaj ungarischer Herkunft und Konkubine von Mircea cel Bătrân war.